# Apocheiridium ferum
Apocheiridium ferum es una especie de arácnido del orden Pseudoscorpionida de la familia Cheiridiidae.

## Distribución geográfica
Se encuentra en Europa y en Azerbaiyán.